# 花井虎一
花井 虎一（はない とらいち、こいち）は、江戸幕府の幕臣、蘭学者。虎一は通称で、本名花井 一好（はない かずよし）。号は大巧、如拙道人。小人目付・小笠原貢蔵の養女婿で、蛮社の獄において蘭学者・渡辺崋山の告発に、小笠原とともに関わった人物の1人。幼いころに父を喪い、母1人の手で育てられたという。
屋敷は江戸本所林町4丁目にあり、御小人頭柳田勝三郎組の納戸口番（15俵1人扶持）を務める。蘭学者の宇田川榕庵の弟子で、渡辺崋山宅にも出入りした。ガラスの研究の第一人者で、馬場佐十郎が訳した『ショメール百科事典』に影響を受けて『和硝子製作編』を著した。
渡辺崋山告発の一条にあった、「無人島（小笠原諸島）渡航を計画していた」者たちとも交流があった。

## 蛮社の獄
鳥居耀蔵から『戊戌夢物語』の著者として渡辺崋山の探索を命じられた小笠原貢蔵は、花井から情報を得て、崋山が無人島渡航を計画しているとして告発した。しかし、取り調べが進むにつれて花井の証言はつじつまが合わない点が見つかり、花井は直接取り調べにあたった町奉行の大草高好から叱責を受けることにもなった。そして吟味方の中島嘉右衛門の取り調べによって
1. 崋山がルソン、ハワイ、アメリカへ渡航する計画を立てた証拠は無い
2. 大塩平八郎に同情し、その計画を事前に知っていたというが、その証拠は無い[12]
3. 海外渡航を企画していた人たちとは知り合いではない[12][13]
4. オランダ商館長ニーマンが述べた幕政批判を紹介する文章を書いたというが、その文章は過去に起きた出来事について書いたものである

ということ、そして無人島の渡航計画は花井が提案したことが明らかにされた。幕府を批判したという文書も、途中で書くのを止めてしまいこんだもので、花井以外の人には見せていないものだということも渡辺の証言から分かった。
渡辺崋山は田原藩に蟄居という処分が下されたが、本来極刑を下されるところだったのを減刑されたのは、渡辺の師匠である松崎慊堂が老中・水野忠邦に上申した「赦免建白書」が決め手となった。その建白書には、「崋山は一人物（花井虎一）の讒言によって罪に陥れられた」とも書かれていた。渡辺も花井の虚偽の告発によって取り調べを受けたことは知っていたが、花井のことは少しも意に介しておらず、天を怨まず、人をとがめず、心中には一点の憤りもないと書き残している。
無人島の渡航計画に関わっていた者たちは、無量寿寺住職の順宣は100日の押込、それ以外の者は吟味中に獄死しており、拷問を受けて死んだものとみられる。しかし、讒訴をした花井は、自ら訴え出たのは奇特なことであると鳥居に擁護され、誣告罪にもならず「お叱り」の処分を受けただけで、天保12年4月には学問所勤番（50俵3人扶持）に抜擢された。

## 高島秋帆疑獄事件
鳥居耀蔵が、長崎の町年寄の高島秋帆を幕府に対する謀叛や密貿易の嫌疑で取り調べるため、娘婿の伊沢政義を使嗾した。当時長崎奉行だった伊沢が長崎に下向する際、花井は小笠原貢蔵とともに与力として伊沢に随行し、伊沢の命によって秋帆や関係者たちの罪状と証拠を探った。伊沢政義から鳥居に宛てた書簡によれば、伊沢配下の組与力に花井や小笠原を推挙したのは鳥居であった。
事件の審議の途中で鳥居の上司の老中・水野忠邦が失脚し、鳥居も幕閣を追われた。その後、小笠原も花井も小普請入りとなっている。

## 著作
- 『減銅録』[1]
- 『神州論』[1]
- 『玻瓈製法訳説』[1]
- 『船神之事』[1]
- 『謨児木子杜説』[1]
- 『琉球紀略』[1]

## 演じた人物
- 出水憲司 － 『必殺からくり人』 第12話「鳩に豆鉄砲をどうぞ」（1976年）
- 六角慎司 － 『小吉の女房2』（NHK_BSプレミアム、2021年）